# Giovanni Giacomo Della Porta

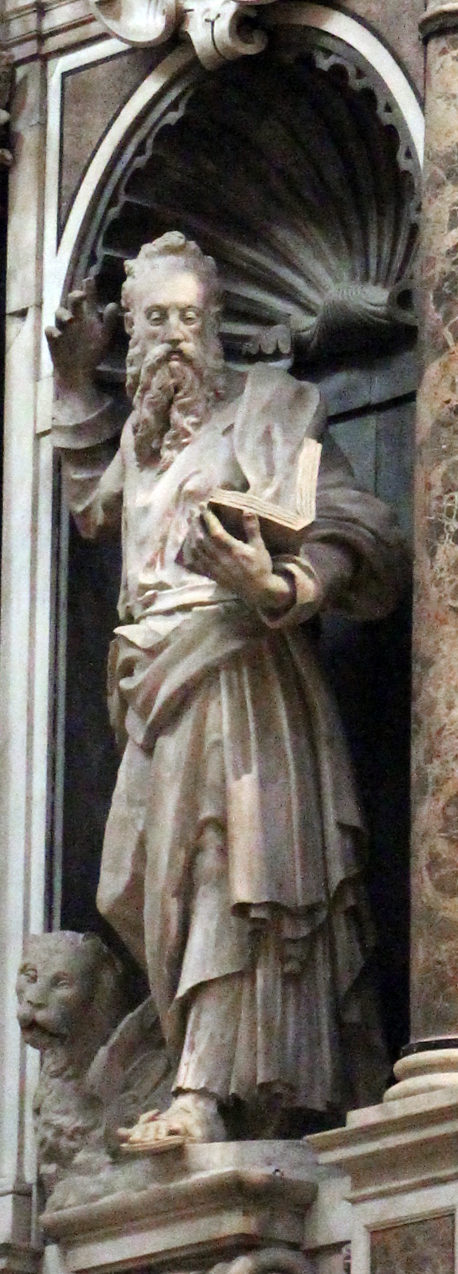
San Marco im Presbyterium der Kathedrale von Genua (1553)

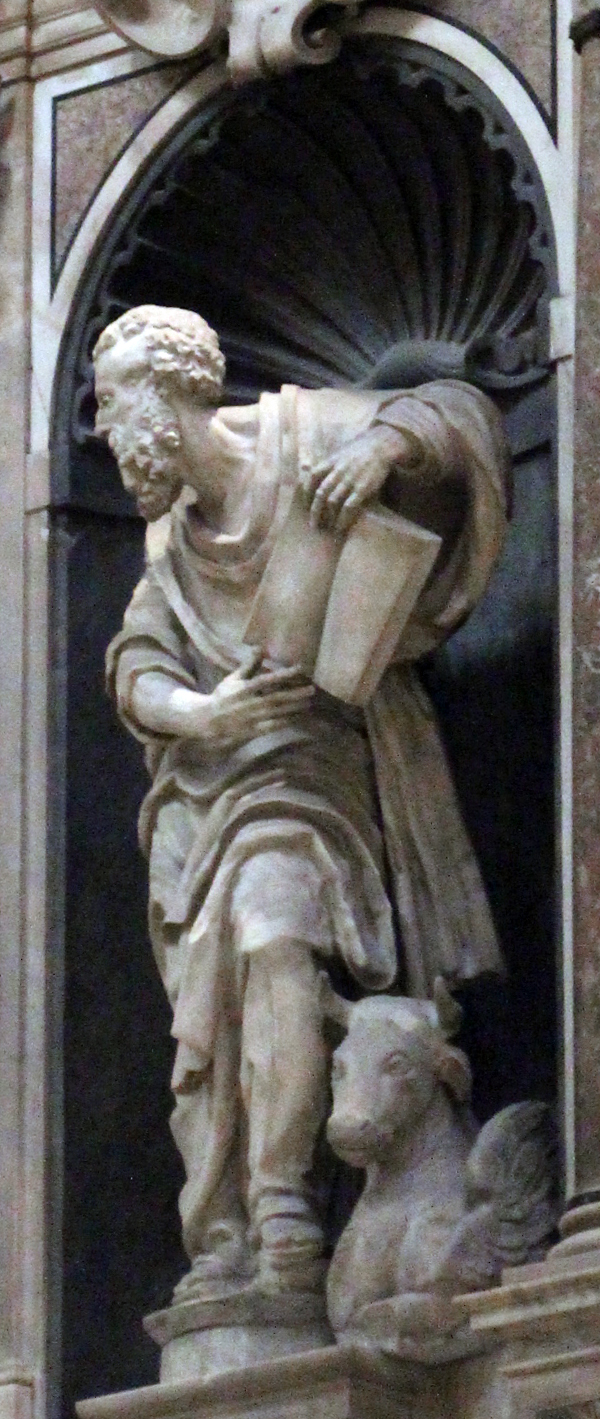
San Luca im Presbyterium der Kathedrale von Genua (1553)

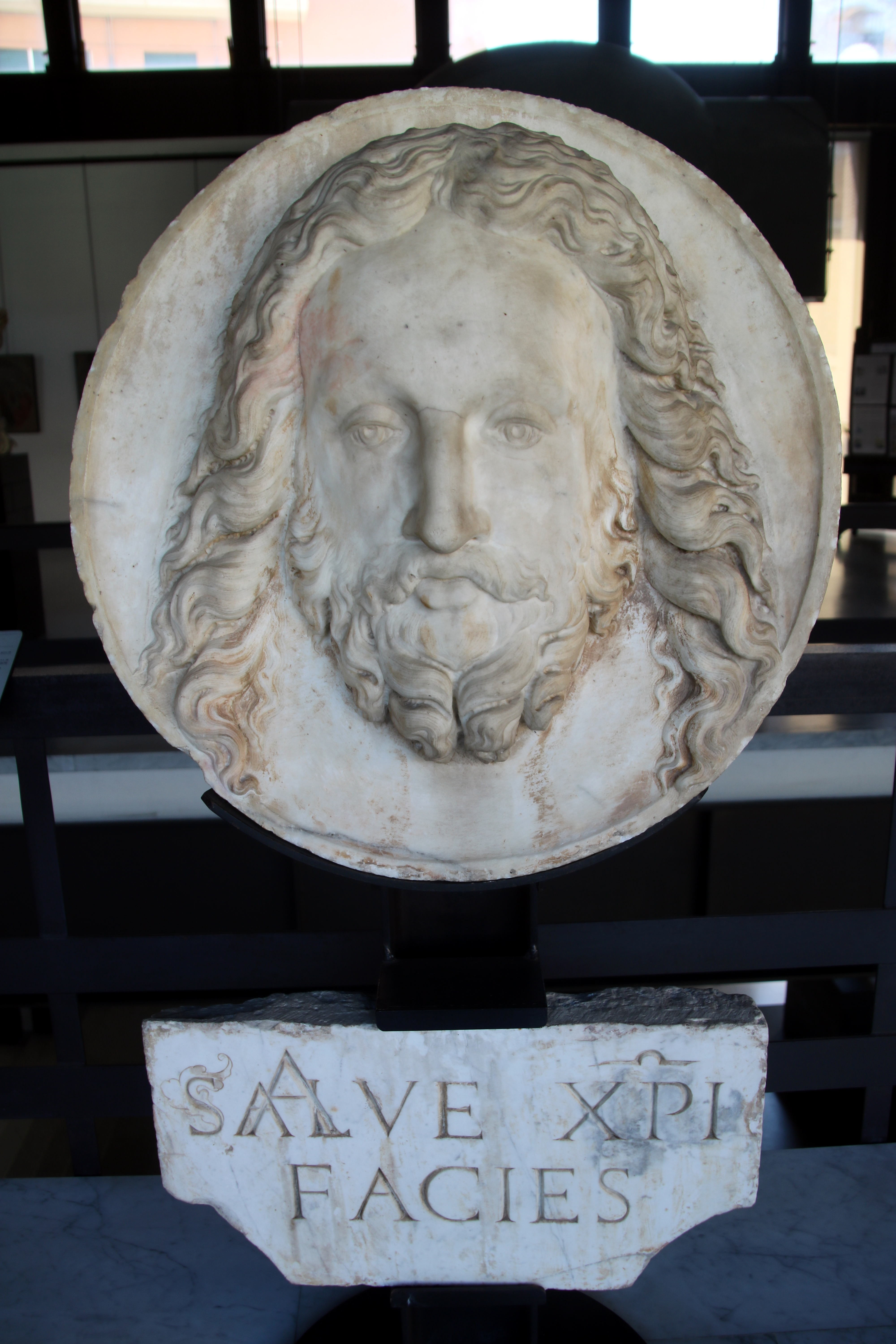
Tondo mit dem göttlichen Gesicht und Epigraphik (1540)

Giovanni Giacomo Della Porta (* um 1485, wahrscheinlich in Pavia; † 1555 in Genua) war ein italienischer Bildhauer und Architekt der Renaissance.

## Leben
Giovanni Giacomo entstammte der bekannten Künstlerfamilie aus Porlezza, war Sohn des Bartolomeo – dokumentiert in der Certosa di Pavia von 1484 bis 1503 – und Neffe von Tamagnino. Geboren um 1485, wahrscheinlich in Pavia, da er zumindest in einem Fall als da Pavia bezeichnet wird. Zur Familie Della Porta, die aus Porlezza stammte, gehörten Giovanni Giacomos Großvater Giacomo Della Porta, sein Onkel Guglielmo della Porta, sein Onkel Antonio Della Porta, genannt Tamagnino, und sein Bruder Giovanni Francesco, die alle zu einem bestimmten Zeitpunkt im Kartäuserkloster beschäftigt waren. Da der Bruder seines Vaters, Antonio, der aktivste und berühmteste der Familie war und Giovanni Giacomo 1514 zu seinem Prokuristen ernannte, ist es wahrscheinlich, dass er in seiner Werkstatt tätig war. In der Kirche der Certosa wurden die Reliefs mit Christus unter den Doktoren und Die Hochzeit zu Kana des Tabernakels rechts vom Hochaltar (1513 vollendet und an Antonio Della Porta und Pace Gaggini bezahlt) aus stilistischen Gründen ihm zugeschrieben.
Er arbeitete zunächst zwischen Genua und Cremona. Das erste Dokument (1513), das seine Tätigkeit direkt betrifft, bezieht sich auf ein in Genua auszuführendes Werk: das Grabmal von Fra’ Giovanni Solano für das Oratorium des Johanniterordens, für das Giovanni 540 Goldscudi erhalten sollte. Es ist nicht bekannt, ob das Monument jemals gebaut wurde, aber die Tatsache, dass er einen so wichtigen Auftrag erhielt, lässt vermuten, dass er bereits für seine Fähigkeit, große Denkmäler zu formen, bekannt war und dass er daher bereits in jungen Jahren an den Denkmälern von Gian Galeazzo Visconti, die 1495 begonnen wurden, und von Ludovico il Moro und Beatrice d’Este (1497–1499) gearbeitet hatte, wie Giorgio Vasari angibt. Auf jeden Fall war er 1516 in Genua beruflich gut bekannt. Er wurde als Schiedsrichter in einem Streit zwischen Genueser Künstlern ausgewählt; außerdem erhielt er einen Auftrag (wahrscheinlich auf Empfehlung seines Onkels Antonio, der zu dieser Zeit in Genua tätig war): ein Portal aus schwarzem Marmor für Raffaele Giustiniani auf der Piazza Lunga (das erste Dokument ist auf Mai 1514 und das zweite auf Februar 1516 datiert); das erwartete Honorar betrug 140 Lire und das Werk sollte in vier Monaten fertiggestellt werden.
Das einzige Werk, das aus seiner frühen genuesischen Zeit übrig geblieben ist, ist eine von der Stadtverwaltung in Auftrag gegebene Tafel (1516) an der Wand der Markuskirche, die an die Trockenlegung des Hafens im Jahr 1513 erinnert; darin wird Giovanni Giacomo als de Papia bezeichnet. Sein tatsächlicher Aufenthaltsort für die nächsten acht Jahre ist nicht bekannt; er wird erst wieder am 23. Mai 1524 urkundlich erwähnt, als er in Mailand zum ingegnere et scultore am Dom gewählt wird und seine langjährige Erfahrung und sein gutes Gespür für Architektur und Bildhauerei in Erinnerung gerufen werden. Er beendete seine Tätigkeit am Mailänder Dom erst Ende 1530, aber es sind keine besonderen Werke dokumentiert, noch werden sie ihm zugeschrieben, obwohl er zumindest im Jahr 1527 ein monatliches Gehalt erhielt. Außerdem muss die Fabbrica del duomo in jenen Jahren nicht viele Arbeitsmöglichkeiten geboten haben, so dass sie im Februar 1527 alle ihre Architekten und Bildhauer für sechs Wochen entließ.
In der Zwischenzeit, im Jahr 1525, nahm er zwei weitere Aufträge an: den ersten in Cremona und den zweiten in Casale Monferrato. In einer Urkunde vom 17. Februar 1525 verpflichtete er sich, die 1506 von Benedetto Briosco begonnene Arche der Heiligen Marcellinus und Petrus in der Thomaskirche in Cremona zu vergrößern und zu vollenden: ein riesiges, über 10 m hohes Monument war geplant, aber aus unbekannten Gründen verließ Giovanni Cremona und gab das Projekt auf, bevor fünf Monate vergangen waren, nachdem er dennoch eine Bezahlung erhalten hatte. Der Grund für diesen Verzicht war wahrscheinlich ein anderes Projekt: die Ausführung einer Arche für den heiligen Evasius, den Schutzpatron von Casale, in der gleichnamigen Kirche für eine Gesamtsumme von 600 Scudi, gemäß dem Vertrag von 1525, in Zusammenarbeit mit Cristoforo Lombardo genannt Lombardino und mit Hilfe von Agostino Busti genannt Bambaia. Das Denkmal, de alteza de braza nove in circha de Milano, et de largeza braza cinque et mezo en el più largo, sollte in zwei Jahren fertiggestellt und auf zwei Stufen aufgestellt werden, mit Marmorfiguren und zwei quadri: alles sollte in Mailand ausgeführt und nach Casale transportiert werden, in Begleitung der Bildhauer und auf deren eigene Kosten. Die erste Zahlung von 200 Scudi erfolgte im Mai 1525, eine zweite Zahlung von 10 Scudi als Vorschuss auf die 400 Scudi, die den Bildhauern noch zustanden, wurde am 16. Juni 1528 an Casale geleistet und eine dritte Zahlung von 82 Scudi an Giovanni, ebenfalls für Lombardo und Busti, am 14. Dezember 1528.
Nach einer Abwesenheit von sechzehn Jahren kehrte Giovanni Giacomo Ende 1530 und Anfang 1531 nach Genua zurück. Nach den institutionellen Reformen von Andrea Doria im Jahr 1528 waren hier neue architektonische und bildhauerische Projekte sowohl im öffentlichen als auch im privaten Bereich in vollem Gange. Giovanni, der sich in der Zwischenzeit als geschickter Organisator von Workshops qualifiziert hatte, fand in Genua zahlreiche Aufträge in beiden Bereichen. Zunächst tat er sich mit einem jüngeren Bildhauer, Niccolò Da Corte, zusammen und gründete eine Werkstatt, in der auch sein Sohn Guglielmo mitarbeitete. Am 12. Dezember 1532 verpflichteten sich Giovanni und Niccolò zusammen mit zwei anderen Steinmetzen über Adamo Centurione, Säulen und Pfeiler für den unteren Innenhof und den oberen Korridor des Alcázar in Sevilla anzufertigen, und am 16. Dezember desselben Jahres vereinbarten sie, ein von zwei männlichen Akten bekröntes Portal für den Palast von Agostino Salvago in Genua zu meißeln; es ist zwar stark beschädigt, aber noch vorhanden. Sicher ist auch, dass Giovanni und Niccolò in dieser Zeit an dem von Filippo Doria in Auftrag gegebenen Baldachin für die Kapelle des Heiligen Johannes des Täufers in der Kathedrale arbeiteten, obwohl dies nicht dokumentiert ist. Laut Vasari (1568, S. 545) wurde er im Jahr 1531 dorthin gerufen, um das Begräbnis des heiligen Johannes des Täufers vorzunehmen; eine Inschrift bezeugt auch, dass der Baldachin 1532 fertiggestellt wurde. Sieben der sechzehn Prophetenfiguren in Flachrelief auf den Sockeln der Baldachinsäulen wurden stilistisch am Giovanni zugeschrieben.
Das Grabdenkmal des Giuliano Cibo, Bischof von Agrigent, in der Kathedrale von Genua, war das zweite große Projekt von Giovanni mit Nicolò Da Corte und höchstwahrscheinlich auch von seinem Sohn Guglielmo della Porta. Giovanni blieb die letzten achtzehn Jahre seines Lebens in Genua und schuf zahlreiche Werke, hauptsächlich für öffentliche Einrichtungen, mit Ausnahme von zwei: 1537 ein von zwei Nymphen bekröntes Portal für den neuen Palast von Stefano Fieschi und 1552 ein Portal für das Haus des Priesters Domenico Centurione in Bisagno. Ebenfalls im Jahr 1552 gab Bischof Cristoforo Rossio bei Giovanni ein Grabdenkmal für seine Eltern in Auftrag, dessen Bildnisse von Engeln flankiert werden. Zu den öffentlichen Aufträgen gehören die für das Banco San Giorgio: ein Kaminsims (1544) und vier Statuen von Wohltätern, Gerolamo Gentile (1538–1539), Giovanni Gioacchino da Bassano (1545), Giano Grillo (1553), sowie die bereits erwähnte Statue von Ansaldo Grimaldi (Werke, die noch in Genua, im Banco San Giorgio, vorhanden sind).
Giovanni Giacomos Name taucht in Dokumenten über die neue Dekoration des Chors der Kathedrale von Genua aus dem Jahr 1540 auf, aber seine einzige dokumentierte Skulptur ist die Statue von San Luca (1551–1553). Im Jahr 1540 arbeitete er auch an der Statuengruppe mit Christus und dem Heiligen Thomas für die Tür von Sankt Thomas (heute in der gleichnamigen Kirche) und dem Schleier der Veronika für die Tür von Sankta Katharina (zerstört). Am 5. Mai 1544 erhielt er den Auftrag für das Grabdenkmal für Don Lupo Soria, das in Santa Maria della Pace in Mailand errichtet werden sollte (Fragmente davon sind an der Gartenmauer der ehemaligen Villa Ubaldo in Cernusco sul Naviglio erhalten). Ein weiterer wichtiger Auftrag außerhalb Genuas war das Grabmal für den Markgrafen von Villanova (1548–1549) in Santa Chiara in Moguer, wo es heute noch steht. Die beiden letzten ihm anvertrauten Werke, die Statue von Dario Vivaldi für das Banco di San Giorgio (1553) und das Grabdenkmal für Cattaneo Pinello (1554), wurden nach dem Tod von Giovanni am 22. Mai 1555, dem Tag, an dem der Auftrag für Pinello aufgrund seines Todes auf seinen Neffen Giuseppe, den Sohn seines Bruders Giovanni Francesco Della Porta, überging, von anderen ausgeführt.